# Serhijiwka (Myrhorod)
Serhijiwka (ukrainisch Сергіївка; russisch Сергеевка Sergejewka) ist ein Dorf im Norden der ukrainischen Oblast Poltawa mit etwa 1100 Einwohnern.
Das Dorf wurde 1625 zum ersten Mal schriftlich erwähnt und liegt am Fluss Chorol, 50 Kilometer nördlich der Rajonshauptstadt Myrhorod und 106 Kilometer nordwestlich der Oblasthauptstadt Poltawa, das ehemalige Rajonszentrum Hadjatsch befindet sich 16 Kilometer östlich.
Von 1. Mai 1921 bis 17. März 2016 trug der Ort den ukrainischen Namen Krasnosnamenka (Краснознаменка) und wurde im Rahmen der Dekommunisierung in der Ukraine auf seinen historischen Namen rückbenannt.

## Verwaltungsgliederung
Am 21. Juni 2016 wurde das Dorf zum Zentrum der neugegründeten Landgemeinde Serhijiwka (Сергіївська сільська громада/Serhijiwska silska hromada). Zu dieser zählen auch die 12 in der untenstehenden Tabelle aufgelisteten Dörfer, bis dahin bildete es zusammen mit den Dörfern Kalyniwschtschyna, Lobodyne, Tschernetsche und Wetschirtschyne die gleichnamige Landratsgemeinde Serhijiwka (Сергіївська сільська рада/Serhijiwska silska rada) im Nordwesten des Rajons Hadjatsch.
Am 17. Juli 2020 kam es im Zuge einer großen Rajonsreform zum Anschluss des Rajonsgebietes an den Rajon Myrhorod.
Folgende Orte sind neben dem Hauptort Serhijiwka Teil der Gemeinde:
| Name                     | Name        | Name                            |
| ukrainisch transkribiert | ukrainisch  | russisch                        |
| ------------------------ | ----------- | ------------------------------- |
| Datschne                 | Дачне       | Дачное (Datschnoje)             |
| Kalyniwschtschyna        | Калинівщина | Калиновщина (Kalinowschtschina) |
| Katschanowe              | Качанове    | Качаново (Katschanowo)          |
| Kramarschtschyna         | Крамарщина  | Крамарщина (Kramarschtschina)   |
| Lobodyne                 | Лободине    | Лободино (Lobodino)             |
| Nowoseliwka              | Новоселівка | Новосёловка (Nowosjolowka)      |
| Rosbyschiwka             | Розбишівка  | Розбишевка (Rosbischewka)       |
| Stepowe                  | Степове     | Степовое (Stepowoje)            |
| Tschernetsche            | Чернече     | Чернече                         |
| Wessele                  | Веселе      | Весёлое (Wessjoloje)            |
| Wetschirtschyne          | Вечірчине   | Вечирчино (Wetschirtschino)     |
| Wyrischalne              | Вирішальне  | Выришальное (Wyrischalnoje)     |